# Huddle
En sport, un huddle (parfois appelé caucus) est l'action d'une équipe de se regrouper ensemble, en cercle, afin de partager sa stratégie, de se motiver, ou de célébrer. Le huddle est utilisé par les équipes sportives lorsque l'ambiance dans l'enceinte sportive ne permet pas une communication efficace sur le terrain, ou pour que les adversaires n'entendent pas certaines stratégies. Le meneur du huddle est généralement le capitaine ou le quarterback au football américain,,. Le huddle est également utilisé fréquemment entre les points au volley-ball.

## Histoire
Le joueur sourd de l'université Gallaudet, une université pour les sourds aux États-Unis, Paul D. Hubbard met au point le huddle pour éviter que les équipes adverses d'autres universités pour les sourds voient leur tactique, la langue des signes étant visible à la distance.

## Galerie d'images

Le huddle de l'équipe universitaire de football américain de la Navy avant une rencontre contre Maryland en 2010.
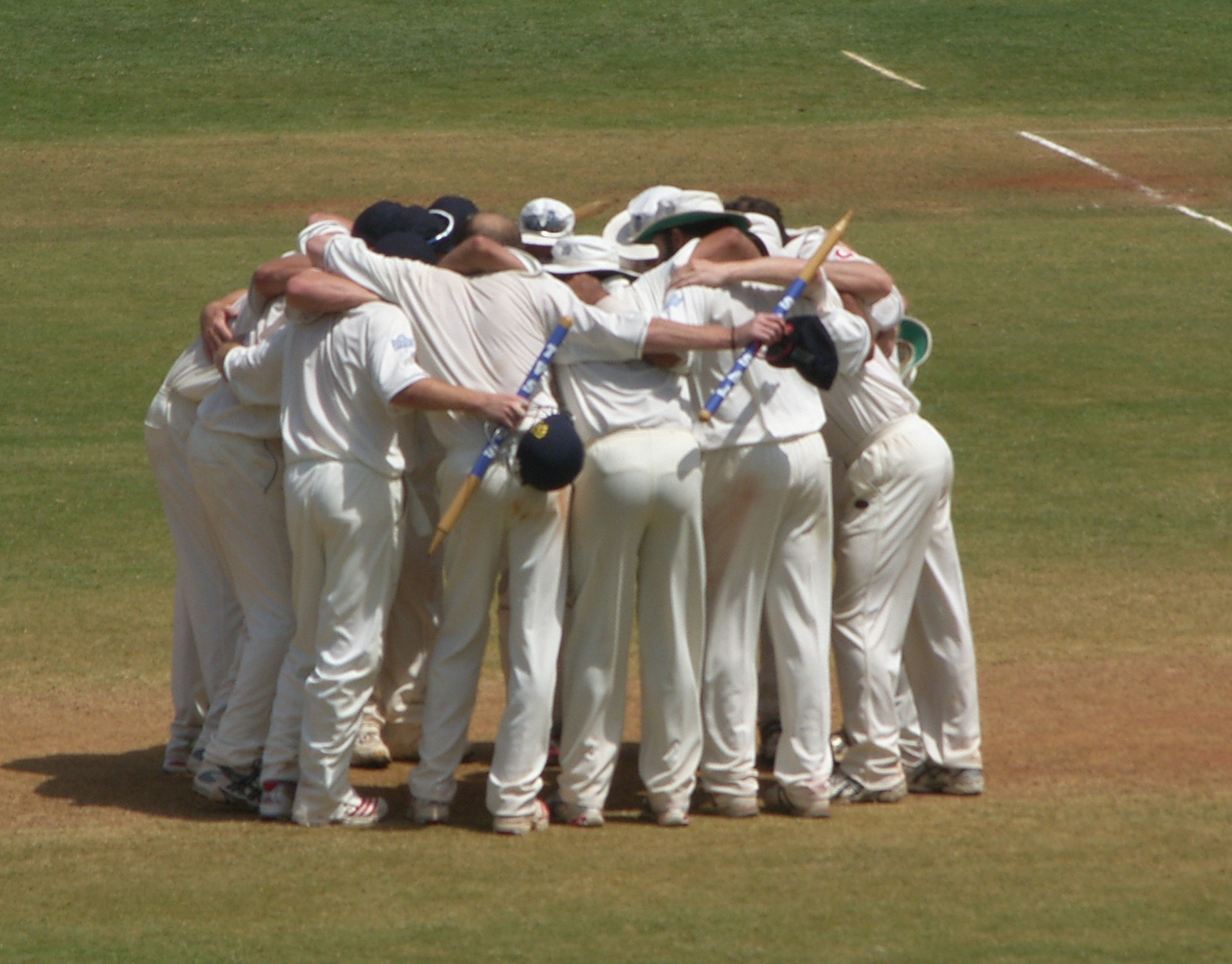
L'équipe d'Angleterre célébrant la victoire contre l'Inde en 2006 avec un huddle.
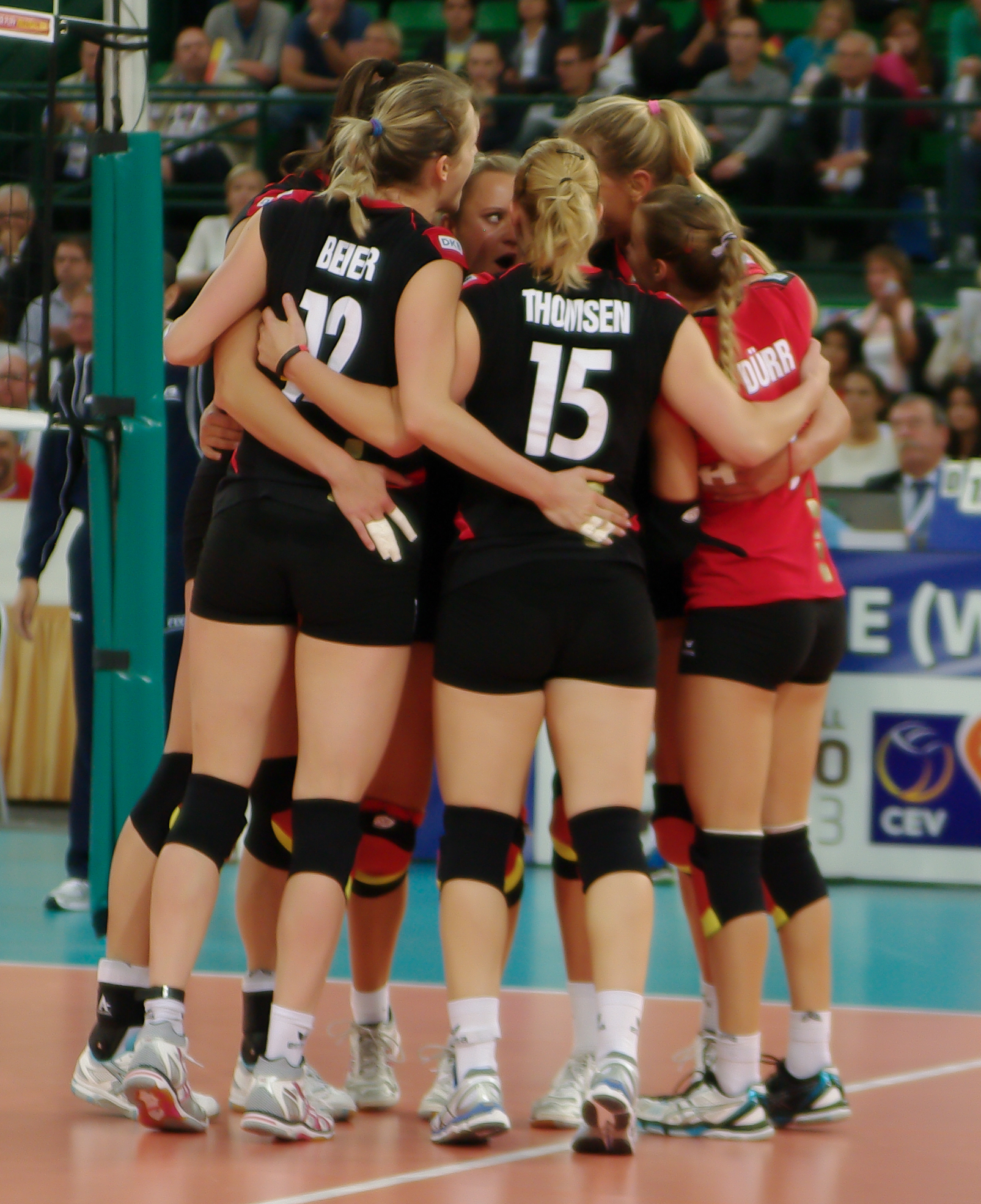
Le huddle utilisé pendant une rencontre de volley-ball.
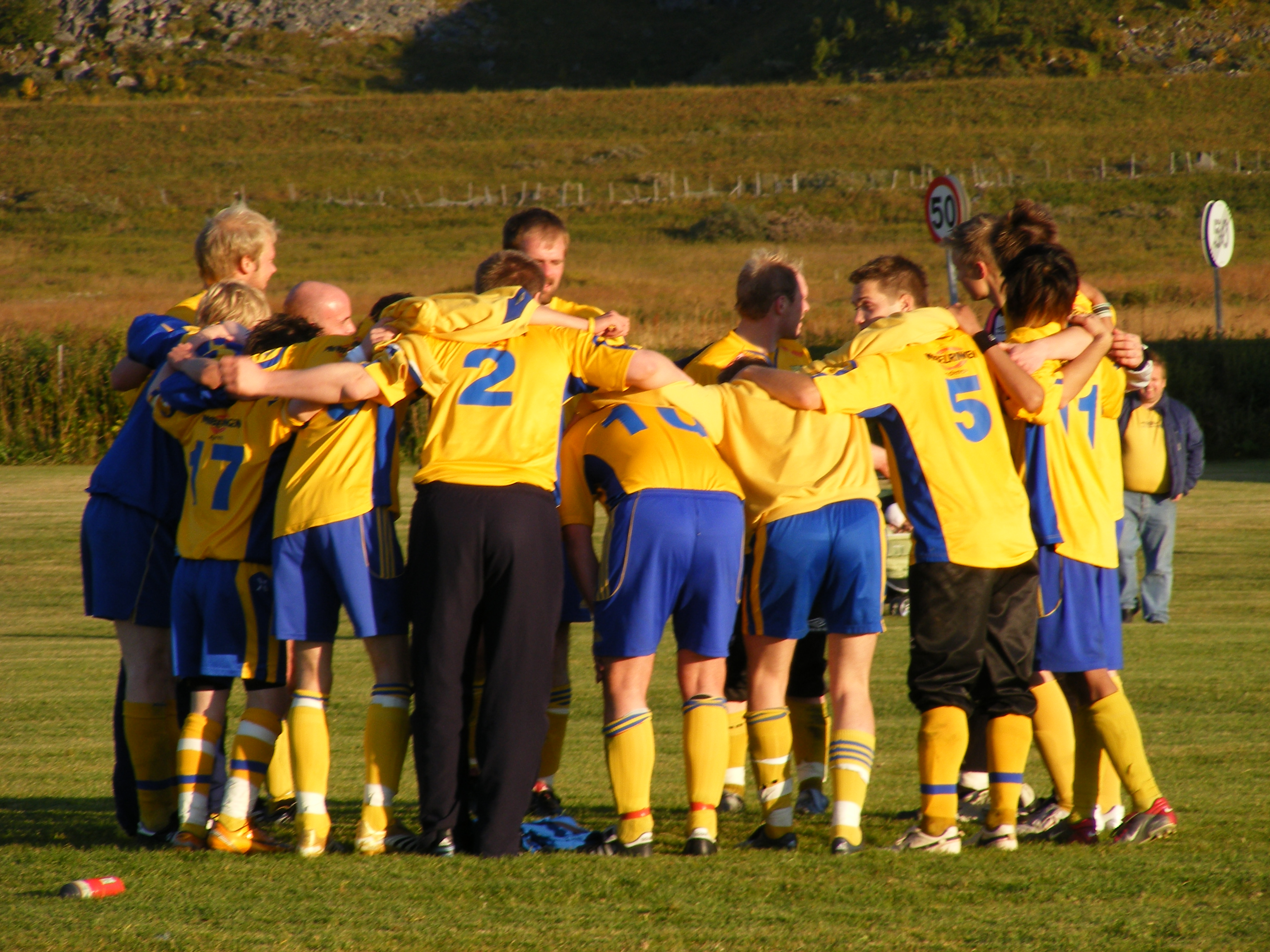
Jeunes joueurs amateurs de football discutant dans un huddle.